# Albet
Albet – miejscowość w Hiszpanii, w Katalonii, w prowincji Lleida, w comarce Alt Urgell, w gminie Montferrer i Castellbò.
Według danych INE w 2020 roku liczyła 15 mieszkańców – 9 mężczyzn i 6 kobiet. 